# Wassermühle Ostrittrum
Die Wassermühle Ostrittrum in Dötlingen-Ostrittrum, Rittrumer Kirchweg 33, stammt aus dem 19. Jahrhundert. Aktuell (2023) wird sie für kulturelle Zwecke und als Heiratsmühle genutzt.
Das Gebäude steht unter Denkmalschutz (siehe auch Liste der Baudenkmale in Dötlingen).

## Geschichte
Seit dem 15. Jahrhundert bestand hier eine Wassermühle. Mehrere Vorgängerbauten sind abgebrannt. Das heutige eingeschossige traufständige Mühlengebäude in Fachwerk mit massiver verklinkerter linker Giebelwand und mit einem Dachhaus mit Ladeluke wurde 1848 gebaut. Erhalten ist die Turbine von 1910, die das ursprüngliche Wasserrad ersetzt hat. 1998 wurde das Haus saniert.
Die Sägemühle von 1870 südlich daneben ist 1992 abgebrannt.
Denkmalgeschützt sind auch
- das Stauwehr zwischen Mühlenteich und Ablauf des Mühlgrabens,[3]
- der Mühlgraben, der zum Rittrumer Mühlbach führt[4]
- und jenseits der Straße der Mühlenteich.[5]

Das Landesdenkmalamt befand: „… geschichtliche Bedeutung … als beispielhafte Mühlenanlage und für die Technikgeschichte …“
Der Möhlenvereen Ostrittrum nutzt seit 1998 die Mühle für kulturelle Zwecke. Neben der Mühle befindet sich der Wild- und Freizeitpark Ostrittrum mit Heimatmuseum. In der Mühle können auch Trauungen stattfinden. Sie hat ca. 30 Sitzmöglichkeiten. 2012 wurde eine Fischtreppe eingeweiht.